# هو ذا الإنسان
يعد هذا الكتاب ذا أهمية خاصة للفيلسوف الألماني فريدريك نيتشه حيث أنه أشبه بالسيرة الذاتية من ناحية المحتوى ففيه كتب نيتشه عن أسلوب حياته وذوقه في طعامه والطقس المفضل لديه والمدن الأوروبية التي يفضل البقاء فيها وتلك التي يبغضها فجعل باريس وبعض المدن الفرنسية الأخرى على رأس القائمة وكالعادة لم يتوقف عن ذم ألمانيا ومدنها و شعبها وثقافتها.
و لم يخلو الكتاب من حكم نيتشه وتأملاته الفلسفية ذات الطابع التهكمي الساخر ، لذلك نلحظ فيه قدر كبير من الجنون والسخرية والسخط والغضب على الأخلاق الزائفة و المتدينين المسيحيين و الألمان.
احتوى الكتاب أيضا على رد نيتشه على بعض الانتقادات الموجهة إليه فقدم فصلا خاصا بكل عمل من أعماله والفترة التي كتبه فيها ومدى أهميته في مشروع قلب كل القيم.

## وصلات خارجية
- هو ذا الإنسان على موقع الموسوعة البريطانية (الإنجليزية)